# Трансфузіологія
Трансфузіологія лат. (Transfusio «переливання» і -логія від грец. Λέγω «говорю, повідомляю, розповідаю») — розділ медицини, що вивчає питання трансфузії (змішування) біологічних і рідин що їх заміщають у організмі, зокрема крові та її компонентів, груп крові і групових антигенів (вивчається в гемотрансфузіології), лімфи, а також проблеми сумісності і несумісності, посттрансфузійних реакцій, їх профілактики та лікування.

## Історія
- 1628 р. — англійський лікар Вільям Гарвей робить відкриття про кровообіг у людському організмі. Майже відразу після цього була зроблена перша спроба переливання крові.
- 1665 р. — проведено перші офіційно зареєстровані переливання крові: англійський лікар Річард Лоуер (англ. Richard Lower) успішно рятує життя хворих собак, переливаючи їм кров інших собак.
- 1667 р. — Жан-Батист Дені (фр. Jean-Baptiste Denis) у Франції і Річард Лоуер в Англії незалежно один від одного роблять записи про вдалі переливанні крові від вівці людині. Але в наступні десять років переливання від тварин до людей були заборонені законом через важкі негативні реакції.
- 1795 р. — у США американський лікар Філіп Сінг Фізик (англ. Philip Syng Physick) проводить першу трансфузію крові від людини до людини, хоча інформацію про це ніде не публікує.
- 1818 р. — Джеймс Бланделл (англ. James Blundell), британський акушер, проводить перше вдале переливання людської крові пацієнтці з післяпологовою кровотечею. Використовуючи як донора чоловіка пацієнтки, Бланделл взяв у нього майже чотири унції крові з руки і за допомогою шприца перелив жінці. З 1825 по 1830 рік Бланделл провів 10 трансфузій, п'ять з яких допомогли пацієнтам. Бланделл опублікував свої результати, а також винайшов перші зручні інструменти для взяття і переливання крові.
- 1832 р. — петербурзький акушер Андрій Мартинович Вольф вперше в Росії успішно перелив породіллі з акушерською кровотечею кров її чоловіка і тим самим врятував їй життя. Вольф використовував для переливання апарат і методику, яку він отримав від піонера світової трансфузіології Джеймса Бланделл.
- 1840 р. — у коледжі Святого Георгія (англ. St. George's School) в Лондоні Самуель Армстронг Лейн (англ. Samuel Armstrong Lane) під керівництвом Бланделл проводить перше вдале переливання крові для лікування гемофілії.
- 1867 г. — англійський хірург Джозеф Лістер уперше використовує антисептики для запобігання інфікування під час переливань крові.
- 1873—1880 рр. — американські трансфузіологи намагаються використовувати для переливань молоко — коров'яче, козяче і людське.
- 1884 р. — сольові розчини замінюють молоко при переливанні, оскільки на молоко виникає занадто багато реакцій відторгнення.
- 1900 р. — Карл Ландштейнер (нім. Karl Landsteiner), австрійський лікар, відкриває перші три групи крові — A, В і C[джерело?]. Група С буде потім замінена на 0. За свої відкриття Ландштейнер отримав у 1930 році Нобелівську премію.
- 1902 р. — колеги Ландштейнера Альфред де Кастелло (італ. Alfred Decastello) і Адріано Стурла (італ. Adriano Sturli) додають до списку груп крові четверту — AB.
- 1907 р — Гектоен (Hektoen) робить припущення про те, що безпека трансфузій може бути вдосконалена, якщо кров донора і реципієнта перевіряти на сумісність, щоб уникнути ускладнень. Рубен Оттенберг (англ. Reuben Ottenberg) в Нью-Йорку проводить перше переливання крові з використанням методу перехресної сумісності. Оттенберг також зауважив, що група крові передається у спадок по принципу Менделя і зазначив «універсальну» придатність крові першої групи.
- 1908 р. — Французький хірург Алексіс Каррель (фр. Alexis Carrel) розробив спосіб запобігання згортанню, пришиваючи вену реципієнта прямо до артерії донора. Цей метод, відомий як прямий метод, або анастомоз, до цього часу практикується деякими лікарями при пересадках, серед них Д. Б. Мерфі (англ. JB Murphy) в Чикаго і Джордж Кріль (англ. George Crile) в Клівленді. Ця процедура показала свою непридатність при переливанні крові, але розвинулася як спосіб трансплантації органів, і саме за неї Каррель отримав Нобелівську премію в 1912 році.
- 1908 р. — Мореші (Moreschi) описує реакцію антиглобуліна. Зазвичай, коли відбувається реакція антиген-антитіло, її не можна побачити. Антиглобулін — це прямий спосіб візуалізації реакції антигену-антитіла. Антиген і антитіло реагують один з одним, потім, після видалення антитіл, які не брали участі в реакції, реагент антиглобуліна додається і приєднується між антитілами, які приєднані до антигену. Сформований хімічний комплекс стає досить великим, щоб його розглянути.
- 1912 р. — Роджер Лі, лікар громадської лікарні Массачусетсу, разом з Полом Дадлі Уайт впроваджують в лабораторні дослідження так зване «Час згортання по Лі-Уайту ». Ще одне дуже важливе відкриття робить Лі, досвідченим шляхом доводячи, що кров першої групи може бути перелита пацієнтам з будь-якою групою, а пацієнтам з четвертою групою крові підходить будь-яка інша група крові. Таким чином, введено поняття «універсальний донор» і «універсальний реципієнт».
- 1914 р. — винайдено і введені в дію антикоагулянти довготривалої дії, що дозволили консервувати донорську кров, і серед них цитрат натрію.
- 1915 р. — в госпіталі Маунт Синай в Нью-Йорку, Річард Левісон вперше використовує цитрат для заміни прямого переливання крові на непряме. Незважаючи на всю значимість цього винаходу, цитрат ввели в масове використання тільки через 10 років.
- 1916 р. — Френсіс Рос і Д. Р. Турнер вперше використовують розчин цитрату натрію і глюкози, що дозволяє зберігати кров протягом декількох днів після донації. Кров починають зберігати в закритих контейнерах. В ході Першої світової війни Велика Британія використовує мобільну станцію переливання крові (творцем вважається Освальд Робертсон).
- 1930 р — Сергій Сергійович Юдін першим в світі застосував в клініці переливання фібринолізної крові[джерело?].

## Види гемотрансфузії
За мехнаізмом переливання:
- Пряме
- Непряме (98 %)
- Обмінне

Пряме переливання крові — це безпосереднє переливання крові від донора до реципієнта без стабілізації і консервації.
Непряме переливання крові — це основний метод гемотрансфузії. При такому методі використовуються стабілізатори і консерванти (цитратний, цитратно-глюкозний, цитратно-глюкозофосфатний консерванти, аденін, інозин, піруват, гепарин, іонобмінні смоли та ін.), Що дає можливість здійснювати заготівлю компонентів крові у великій кількості, а також зберігати її тривалий час.
При обмінному переливанні крові виконують одномоментно інфузію донорської крові з забором крові реципієнта. Найчастіше такий метод застосовується при гемолітичній жовтяниці новонароджених, при масивному гемолізі і при важких отруєннях.

### Реінфузія
Реінфузія — метод, заснований на заборі крові, що вилилася в порожнину (черевну, грудну, порожнину малого таза) та знаходилась там менше 12 годин (наприклад при травмі чи прямо під час проведення оперативного втручання (інтраопераційна реінфузія)), і подальшому, відмиванні еритроцитів і повернення їх у кров'яне русло.

### Аутогемотрансфузія
Аутогемотрансфузія — це метод, при якому пацієнт є для себе одночасно і донором, і реципієнтом крові та її компонентів.
Наприклад, при довготривалих складних операціях у пацієнта перед початком операції здійснюють забір крові(1-2-3л), компенсуючи нестачу крові в організмі введенням кровозамінників, а після завершення операції вводять власну кров (тобто повертають її організму), звісно з дотриманням усіх правил та вимог щодо гемотрансфузій.

## Препарати крові
Наказ МОЗ України від 09.03.2010 № 211 «Порядок контролю за дотриманням показників безпеки та якості донорської крові та її компонентів»: 
Еритроцити:
- — еритроцити;
- — еритроцити у додатковому розчині (завись еритроцитів);
- — еритроцити з видаленим тромболейкоцитарним шаром;
- — еритроцити з видаленим тромболейкоцитарним шаром у додатковому розчині (завись еритроцитів з видаленим тромболейкоцитарним шаром);
- — еритроцити, збіднені на лейкоцити;
- — еритроцити, збіднені на лейкоцити, у додатковому розчині;
- — еритроцити відмиті; — еритроцити, аферез.

Тромбоцити:
- — тромбоцити, відновлені з дози крові;
- — тромбоцити, відновлені з дози крові, збіднені на лейкоцити;
- — тромбоцити (концентрат тромбоцитів), аферез;
- — тромбоцити відновлені, об'єднані в одну дозу;
- — тромбоцити відновлені, об'єднані в одну дозу, збіднені на лейкоцити.

Плазма:
- — плазма заморожена;
- — плазма свіжозаморожена;
- — плазма, збіднена кріопреципітатом (кріосупернатантна плазма);
- — плазма лейкофільтрована;
- — кріопреципітат заморожений.

Гранулоцити:
- — гранулоцити, аферез.

### Перелік препаратів донорської крові
Компоненти крові вірусінактивовані:
- — компоненти крові вірусінактивовані (із зазначенням методу інактивації).

1. Препарати комплексної дії:
- — альбуміну 5, 10, 20 %;
- — полібіолін;
- — гаптоглобін; — церулоплазмін; — глюнат.

2. Імунологічно активні препарати:
- — імуноглобуліни (нормальний та специфічні);
- — гідролізати клітин донорської крові;
- — лейкоцитарний людський інтерферон.

3. Препарати згортаючої системи крові:
- — кріопреципітат;
- — протромбіновий комплекс;
- — фібриноген;
- — концентрати факторів згортання VIII, IX, XI.

4. Інгібітори протеаз:
- — альфа-1-антитрипсин та альфа-2-макроглобулін.

5. Рекомбінантні препарати, які є біотехнологічними:
- — фактори згортання крові VIII, IX, VII; — рекомбінантний активований протеїн С.

### Компоненти крові
- Еритроцити — компонент крові, що складається з еритроцитів (70-80 %) і плазми (20-30 %) з домішкою лейкоцитів і тромбоцитів.
- Еритроцитна суспензія — фільтрірованная еритроцитів (домішка лейкоцитів і тромбоцитів нижче, ніж в еритроцитної маси) в ресуспензірующем розчині.
- Еритроцити, відмита від лейкоцитів і тромбоцитів (ЕМОЛТ) — трьох- і більш кратно відмиті еритроцити. Термін придатності не більше 1 доби.
- Розморожені відмиті еритроцити — еритроцити, які зазнали кріоконсервації в гліцерині при температурі -195 ° С або -80 ° С. У замороженому стані термін придатності не обмежений (згідно з нормативними документами — 10 років), після розморожування — не більше 1 доби (повторна криоконсервация не допускається).
- Гранулоцити є трансфузійним середовищем з великим вмістом лейкоцитів. Термін зберігання — 24 години.
- Тромбоцитарний концентрат — суспензія (суспензія) життєздатних і гемостатичні активних тромбоцитів в плазмі. Її отримують зі свіжої крові методом тромбоцитоферезу. Термін зберігання — 5 днів за умови безперервного помішування.
- Плазма — рідка складова крові, що отримується шляхом її центрифугування і відстоювання. Застосовують нативную (рідку), суху і свіжозамороженої плазми. При переливанні свіжозамороженої плазми враховується резус-фактор і група крові за системою AB0[2].

### Препарати крові комплексної дії
До препаратів комплексної дії відносять плазму і розчини альбуміну; вони надають одночасно гемодинамическое, протишокову дію. Найбільший ефект викликає свіжозаморожена плазма зважаючи практично повній цілості її функцій. Інші види плазми — нативная (рідка), ліофілізована (суха) — значною мірою втрачають лікувальні властивості в процесі виготовлення, і їх клінічне використання менш ефективно. Свіжозамороженої плазми отримують методом плазмафарез (див. цітаферез) або центрифугування цільної крові з швидким подальшим заморожуванням (в перші 1-2 год з моменту взяття крові у донора). Вона може зберігатися до 1 року при 1 ° -25 ° і нижче. Протягом цього часу в ній зберігаються всі фактори згортання крові, антикоагулянти, компоненти системи фібринолізу. Безпосередньо перед переливанням свіжозамороженої розморожують у воді при t ° 35-37 ° (для прискорення відтавання плазми пластикатної мішок, в якому вона заморожена, можна розминати в теплій воді руками). Переливати плазму слід відразу після зігрівання протягом першої години відповідно до вказівок інструкції із застосування. У відталої плазмі можуть з'явитися пластівці фібрину, що не перешкоджає переливанню її через стандартні пластикатної системи, що мають фільтри. Значне помутніння, наявність масивних згустків свідчать про недоброякісність плазми: в цьому випадку переливати її не можна.
Коректори системи гемостазу
Препарати імунологічного дії
Кровезамінюючими розчини
Основна стаття: Кровозамінник
Препарати гемодинамічної дії
Ці препарати служать для заповнення об'єму циркулюючої крові (ОЦК), мають стійкий волемічним ефектом, утримують воду в судинному руслі за рахунок осмотичного тиску. Об'ємний ефект 100—140 % (1000 мл введеного розчину заповнює ОЦК на 1000—1400 мл), об'ємну дію від трьох годин до двох діб. Виділяють 4 групи:
- альбумін (5 %, 10 %, 20 %)
- препарати на основі желатину (Желатиноль, Гелофузин)
- декстрани (Поліглюкін, Реополіглюкін)
- гідроксиетилкрохмали (Стабізол, Гемохес, Рефортан, Інфукол, Волювен)

### Кристалоїди
Розрізняються за вмістом електролітів. Об'ємний ефект 20-30 % (1000 мл введеного розчину «заповнює» ОЦК на 200—300 мл), об'ємна дія 20-30 хвилин. Найбільш відомі кристалоїди — фізіологічний розчин, розчин Рінгера, розчин Рінгера-Локка, Трисоль, Ацесоль, Хлосоль, Іоностеріл.
Кровозамінники дезінтоксикаційної дії
Препарати на основі полівінілпиралідон (Гемодез, Неогемодез, Перістон, неокомпенсан).
Переносники кисню

## Ускладнення при переливанні крові
Синдром тканинної несумісності
Синдром тканинної несумісності розвивається при несумісності крові донора і реципієнта по одній з імунних систем в результаті реакції організму реципієнта на вводиться чужорідний білок.
Синдром гомологічної крові
Синдром гомологічної крові характеризується порушенням мікроциркуляції і транскапіллярного обміну в результаті підвищення в'язкості крові і закупорки капілярного русла мікроагрегатів тромбоцитів і еритроцитів.
Синдром масивних переливань крові
Синдром масивних переливань крові виникає при обсязі переливається крові, що перевищує 50 % ОЦК.
Трансмісійний синдром
Трансмісійний синдром характеризується перенесенням хвороботворних чинників від донора до реципієнта